# Zdravko-Ćiro Kovačić
Zdravko-Ćiro Kovačić (Šibenik, 6 de julio de 1925 - Rijeka, 1 de abril de 2015) fue un waterpolista croata que representó a Yugoslavia en los juegos olímpicos.

## Biografía
Fue el capitán de la selección yugoslava de waterpolo en 56 ocasiones en la que participó como portero en 87 ocasiones.

## Clubs
- Primorj, Rijeka ( Yugoslavia)

## Títulos
Como jugador de club
- 1 Copa de Europa: 1947

Como jugador de waterpolo de la selección de Yugoslavia
- Plata en los juegos olímpicos de Melbourne 1956
- Plata en el campeonato europeo de waterpolo de Turín 1954
- Plata en los juegos olímpicos de Helsinki 1952
- Bronce en el campeonato europeo de waterpolo de Viena 1950